# Chrysopa formosa
Chrysopa formosa är en insektsart som beskrevs av Brauer 1851. 
Chrysopa formosa ingår i släktet Chrysopa och familjen guldögonsländor. Inga underarter finns listade i Catalogue of Life.